# 列斯科沃农村居民点
列斯科沃农村居民点（俄语：Лесковское сельское поселение）是俄罗斯联邦沃洛格达州沃洛格达区所属的一个农村居民点。其下辖有29个居民点，行政中心为列斯科沃。据2015年统计，该农村居民点的人口为3126人。